# Christ Illusion
Christ Illusion é o nono álbum de estúdio lançado pela banda norte-americana de thrash metal Slayer, a 8 de Agosto de 2006, pela gravadora American Recordings. É o primeiro álbum depois da volta do baterista Dave Lombardo.
O álbum atingiu vendeu na primeira semana 62 mil cópias nos Estados Unidos, estreando-se no nº 5 da Billboard 200. Foi a melhor posição alcançada pela banda até à data, inclusive foi a primeira vez que ficaram nos "dez mais", desde o álbum Divine Intervention de 1994. Na semana seguinte o disco caiu para o nº 44.[carece de fontes?]
Na Austrália atingiu o nº 9,, no Canadá atingiu o nº 3, na Áustria chegou ao nº 6, Holanda nº 8, na Noruega atingiu o nº 10, e estreou na Finlândia no nº 2, e na Alemanha.
O single "Eyes of the Insane" ganhou na categoria "Best Metal Performance" na edição nº 49 dos Prémios Grammy. A música "Final Six" ganhou igualmente essa categoria na edição seguinte dos Grammy.

## Faixas
| N.º | Título               | Letras          | Música        | Duração |  |
| 1.  | "Flesh Storm"        | Kerry King      | King          | 4:14    |  |
| 2.  | "Catalyst"           | King            | King          | 3:07    |  |
| 3.  | "Skeleton Christ"    | King            | King          | 4:22    |  |
| 4.  | "Eyes of the Insane" | Tom Araya       | Jeff Hanneman | 3:29    |  |
| 5.  | "Jihad"              | Araya           | Hanneman      | 3:32    |  |
| 6.  | "Consfearacy"        | King            | King          | 3:06    |  |
| 7.  | "Catatonic"          | King            | King          | 4:53    |  |
| 8.  | "Black Serenade"     | Araya, Hanneman | Hanneman      | 3:16    |  |
| 9.  | "Cult"               | King            | King          | 4:39    |  |
| 10. | "Supremist"          | King            | King          | 3:51    |  |

| Edição Especial |                      |                 |                 |         |  |
| N.º             | Título               | Letras          | Música          | Duração |  |
| 1.              | "Flesh Storm"        | Kerry King      | King            | 4:14    |  |
| 2.              | "Catalyst"           | King            | King            | 3:07    |  |
| 3.              | "Skeleton Christ"    | King            | King            | 4:22    |  |
| 4.              | "Eyes of the Insane" | Tom Araya       | Jeff Hanneman   | 3:29    |  |
| 5.              | "Jihad"              | Araya           | Hanneman        | 3:32    |  |
| 6.              | "Consfearacy"        | King            | King            | 3:06    |  |
| 7.              | "Catatonic"          | King            | King            | 4:53    |  |
| 8.              | "Black Serenade"     | Araya, Hanneman | Hanneman        | 2:58    |  |
| 9.              | "Cult"               | King            | King            | 4:39    |  |
| 10.             | "Supremist"          | King            | King            | 3:51    |  |
| 11.             | "Final Six"          | Araya, Hanneman | Araya, Hanneman | 4:10    |  |

| Hot Topic - Faixas bônus |                     |        |                |         |  |
| N.º                      | Título              | Letras | Música         | Duração |  |
| 12.                      | "Disciple"          | King   | Hanneman       | 3:44    |  |
| 13.                      | "Mandatory Suicide" | Araya  | Hanneman, King | 4:04    |  |

DVD (Incluso na edição especial)
- Slayer on Tour, 2007
- "South of Heaven" (ao vivo)
- "Eyes of the Insane" (video)

## Desempenho comercial
| Críticas profissionais | Críticas profissionais |
| Avaliações da crítica  | Avaliações da crítica  |
| Fonte                  | Avaliação              |
| ---------------------- | ---------------------- |
| Uncut                  | [ 7 ]                  |
| allmusic               | [ 8 ]                  |
| Blender Magazine       | [ 9 ]                  |
| PopMatters             | [ 10 ]                 |
| Stylus                 | B                      |
| Rock Hard              | (9/10)                 |

| Paradas (2006)                         | Posições |
| -------------------------------------- | -------- |
| Austrália (ARIA)                       | 9        |
| Áustria (Ö3 Austria Top 40)            | 6        |
| Bélgica (Ultratop Flandres)            | 19       |
| Bélgica (Ultratop Valônia)             | 48       |
| Canadá (Billboard)                     | 3        |
| Dinamarca (Hitlisten)                  | 14       |
| Países Baixos (Dutch Charts)           | 8        |
| Finlândia (Suomen virallinen lista)    | 2        |
| França (SNEP)                          | 52       |
| Alemanha (Offizielle Deutsche Charts)  | 2        |
| Hungria (MAHASZ)                       | 11       |
| Irlanda (IRMA)                         | 10       |
| Itália (FIMI)                          | 18       |
| Japão (Oricon)                         | 17       |
| Nova Zelândia (RMNZ)                   | 10       |
| Noruega (VG-lista)                     | 10       |
| Polónia (ZPAV)                         | 9        |
| Suécia (Sverigetopplistan)             | 4        |
| Suíça (Schweizer Hitparade)            | 11       |
| Reino Unido (UK Albums Chart)          | 23       |
| Estados Unidos (Billboard 200)         | 5        |
| Estados Unidos (Top Rock Albums)       | 2        |
| Estados Unidos (Top Tastemaker Albums) | 1        |

## Integrantes
- Tom Araya - vocal e baixo
- Jeff Hanneman - guitarra
- Kerry King - guitarra
- Dave Lombardo - bateria